# Zlogonje
Zlogonje – wieś w Chorwacji, w żupanii varażdińskiej, w mieście Lepoglava. W 2011 roku liczyła 412 mieszkańców.